# Myszynieckie Bory Sasankowe
Myszynieckie Bory Sasankowe este o arie protejată (sit de importanță comunitară — SCI) din Polonia întinsă pe o suprafață de 1.936,98 ha, integral pe uscat.

## Localizare
Centrul sitului Myszynieckie Bory Sasankowe este situat la coordonatele 53°23′41″N 21°36′13″E / 53.3948°N 21.6037°E.

## Înființare
Situl Myszynieckie Bory Sasankowe a fost declarat sit de importanță comunitară în octombrie 2009 pentru a proteja 1 specie de plante și 1 specie de animale.

## Biodiversitate
Situată în ecoregiunea continentală, aria protejată conține 4 habitate naturale: Vegetație psamofilă uscată cu pășuni deschise de Corynephorus și Agrostis, Fânețe de joasă altitudine (Alopecurus pratensis, Sanguisorba officinalis), Mlaștini oligotrofe degradate, capabile încă de regenerare naturală, Mlaștini împădurite.
La baza desemnării sitului se află mai multe specii protejate:
- plante (1): dedițelul (Pulsatilla patens)
- mamifere (1): castor (Castor fiber)